# Lomatogonium bellum
Lomatogonium bellum är en gentianaväxtart som först beskrevs av William Botting Hemsley, och fick sitt nu gällande namn av H. Smith apud S. Nilsson. Lomatogonium bellum ingår i släktet stjärngentianor, och familjen gentianaväxter. Inga underarter finns listade i Catalogue of Life.